# 막걸스
"막걸스"는 2015년에 개봉한 대한민국의 영화이다.

## 캐스팅
- 홍아름 : 초롱 역
- 최종현 : 강호 역
- 임원희 : 장똘 역
- 김민영 : 공주 역
- 고은미 : 김하정 역
- 송성규 : 경규 역
- 정민지 : 세미 역
- 김보늬 : 혜주 역
- 안세하 : 대구 역
- 김지성 : 동수 역
- 정지희 : 교장 역
- 김영옥 : 할머니 역
- 정의갑 : 도인탁 역
- 로버트 할리 : 교감 역
- 남태부 : 꽁치 역
- 정성일 : 태현 역
- 김아현 : 남순 역
- 전수환 : 세미 부 역
- 김장호 : 공주 부 역
- 박아성 : 석만 역
- 황윤상 : 오수 역
- 송성규 : 경규 역
- 이해령 : 남순 모 역
- 김야니 : 세미 모 역
- 박은영 : 공주 모 역
- 이진욱 : 차도 역
- 장진혁 : 민기 역
- 신지호 : 상호 역
- 이예은 : 양희 역
- 김여경 : 미정 역
- 한지혜 : 구순 역
- 박지은 : 다혜 역
- 신주섭 : 원호 역
- 박제순 : 승룡 역
- 이진희 : 수나 역
- 김경애 : 허씨 역
- 김동현 : 전무 역
- 표영호 : 사회자 역
- 이은정 : 간호사 역
- 임정훈 : 카페주인 역
- 권영진 : 남기자 역
- 정혜진 : 여기자 역
- 김기호 : 빡빡이조폭 역
- 권재현 : 허당조폭 역
- 양택조 : 맹도사 역 (특별출연)
- 변우민 : 사장 역 (특별출연)
- 이숙영 : 혜주 모 역 (특별출연)